# PLUTO
Il PLUTO, il cui nome significa, per la tipica passione informatica alla ricorsività, PLUTO Linux/Lumen Utentibus Terrarum Orbis (nota: in realtà nelle intenzioni di chi ha dato il nome al gruppo, il significato originario dell'acronimo avrebbe dovuto ricordare Padova Linux Users...; essendo rimasto incompiuto, alcuni anni dopo la nascita del gruppo si tentò di completarlo, giungendo al significato qui riportato), è un gruppo di persone che, unito dalla passione per il software libero, realizza progetti per favorirne lo sviluppo sul territorio italiano.

## Storia
Il PLUTO è nato come Linux User Group (LUG) nel 1992 ad opera di alcuni studenti e docenti del Dipartimento di Elettronica ed Informatica dell'Università degli Studi di Padova.
Lo sviluppo esponenziale del gruppo, corrispondente all'incremento della diffusione e dell'utilizzo del sistema operativo libero GNU/Linux, lo ha portato ad espandersi progressivamente oltre i confini di Padova, a livello nazionale ed anche oltre i confini italiani. Dall'ottobre 2001, il PLUTO ha mutato la propria definizione da LUG a Free Software Users Group, per meglio evidenziare i propri scopi sociali, radicalmente orientati al supporto dell'intero ambito del software libero e non solo ad uno specifico, per quanto importante, sistema operativo.

## ILDP
Il PLUTO, tramite il progetto ILDP (Italian Linux Documentation Project), si prefigge di tradurre in italiano il maggior numero di guide e Howto, scritte prevalentemente in lingua inglese. Esempi sono la "Guida avanzata di scripting Bash" o "Programmare con le Ncurses" di Eric Steven Raymond. Ospita inoltre le traduzioni di Linux from Scratch e delle pagine man.